# フォスター (ロードアイランド州)
フォスター（英: Foster）は、アメリカ合衆国ロードアイランド州のプロビデンス郡にある町。人口は4,468人（2022年推計）。

## 歴史
フォスターの町は17世紀にイギリス人開拓者が農業社会として入植したのが始まりだった。1662年、ウィリアム・ボーン、ザカライア・ローズ、ロバート・ウェスコットがウェストクァノーグと呼ばれ、 プロビデンスに接するインディアンの広大な土地を購入した。この「ウェストクァノーグ買収地」は現在のフォスターの町のほぼ南半分に相当していた。最初の開拓者はエゼキエル・ホプキンスだとされている。ニューポートから来た多くの開拓者が18世紀の町で活動した。町として法人化される直前、フォスターで最初の教会であるカルヴァン派バプテスト教会（パティキュラー・バプテスト）が設立された。その直後にシックス・プリンシプル・バプテスト教会とフリーウィル・バプテスト教会が設立された。
フォスターは1730年に シチューイット町と共に法人化され、シチューイット・タウンシップの西部を形成し、1781年まではシチューイットの一部だったが、その年に別のタウンシップとして分離した。フォスターの町名はロードアイランド州選出アメリカ合衆国上院議員セオドア・フォスターから採られた。フォスターは町に図書館を寄贈した。この図書館の当初の書籍の幾らかおよび町の記録は現在も保存されている。同じくロードアイランド州選出アメリカ合衆国上院議員ネルソン・オルドリッチは1841年にフォスターで生まれた。オルドリッチはアメリカ合衆国の連邦準備制度を始めた時の推進者だった。1920年代、この地域でもクー・クラックス・クランが活動し、1924年にはフォスターのオールドホームデイ・グラウンドで、参加者8,000人という州内最大級の集会が開催され、アラバマ州選出アメリカ合衆国上院議員J・トマス・ヘフリンも出席した。

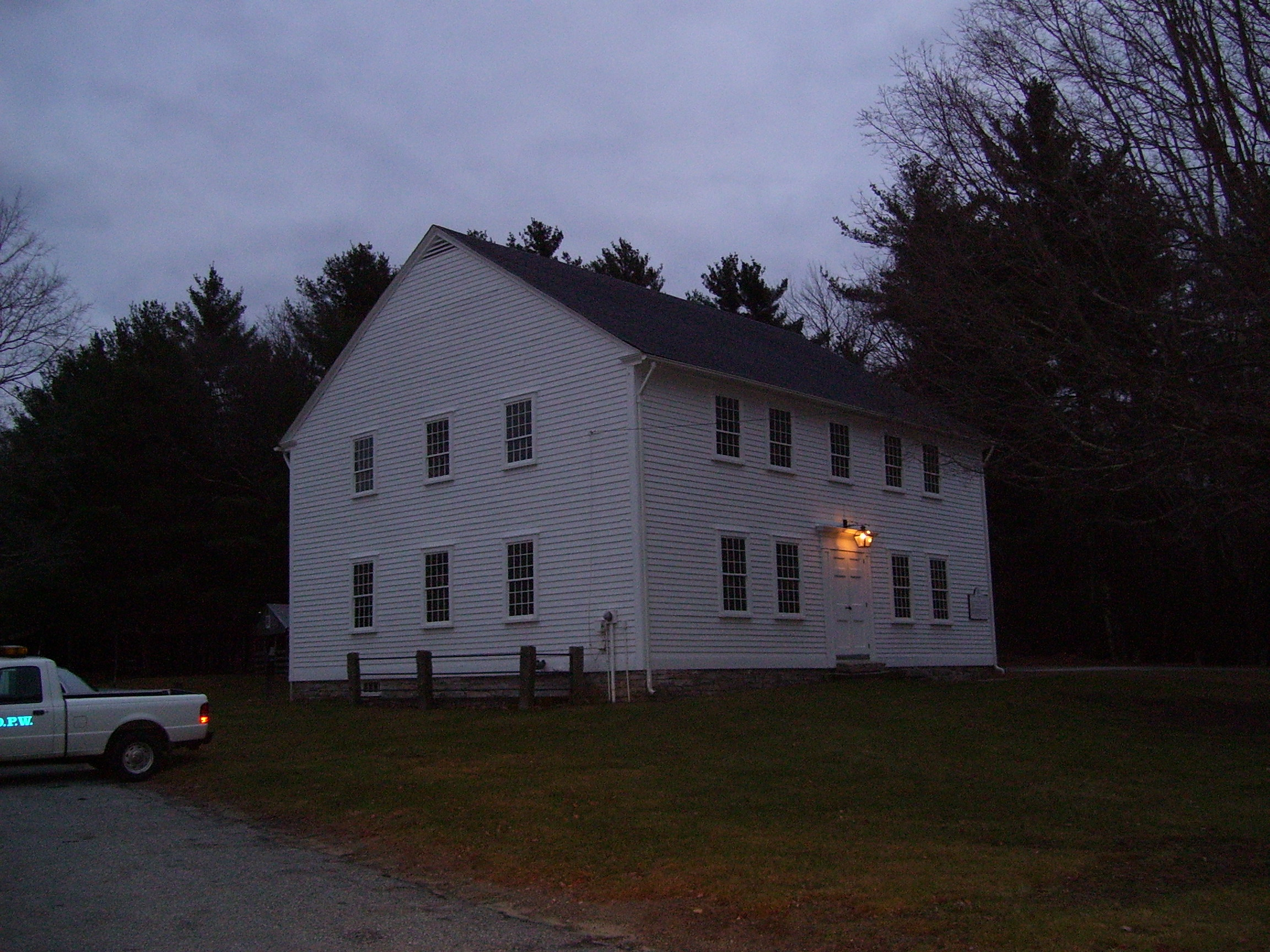
フォスター町役場、1796年頃。1801年からタウンミーティングが連続的に開催され、この種の集会所として国内最古のもの

## 地理
アメリカ合衆国国勢調査局に拠れば、市域全面積は51.9平方マイル (134 km2)であり、このうち陸地51.1平方マイル (132 km2)、水域は0.7平方マイル (1.8 km2)で水域率は1.41%である。フォスターの町内にはロードアイランド州での最高地点、標高812フィート (248 m) のジェリモスヒルがある。
国勢調査指定地域であるクレイビルもフォスターの一部であるが、その領域は東隣のシチューイットの中にも跨っている。
フォスターの郵便番号である02825は、人口の多いシチューイットが含まれているので、フォスターの人口よりもかなり多くの住人が属している。

### 気候
フォスターの気候は最高、最低温度の差が程々であり、一年間を通じて適度な降水がある。ケッペンの気候区分では西岸海洋性気候であり、略号は "Cfb" である
| フォスターの気候       | フォスターの気候 | フォスターの気候 | フォスターの気候 | フォスターの気候 | フォスターの気候 | フォスターの気候 | フォスターの気候 | フォスターの気候 | フォスターの気候 | フォスターの気候 | フォスターの気候 | フォスターの気候 | フォスターの気候 |
| 月                     | 1月              | 2月              | 3月              | 4月              | 5月              | 6月              | 7月              | 8月              | 9月              | 10月             | 11月             | 12月             | 年               |
| ---------------------- | ---------------- | ---------------- | ---------------- | ---------------- | ---------------- | ---------------- | ---------------- | ---------------- | ---------------- | ---------------- | ---------------- | ---------------- | ---------------- |
| 平均最高気温 °F （°C） | 34 (1)           | 38 (3)           | 46 (8)           | 57 (14)          | 67 (19)          | 75 (24)          | 80 (27)          | 78 (26)          | 71 (22)          | 60.7 (15.9)      | 50 (10)          | 39 (4)           | 57.98 (14.49)    |
| 平均最低気温 °F （°C） | 17 (−8)          | 20 (−7)          | 27 (−3)          | 36 (2)           | 46 (8)           | 55 (13)          | 60 (16)          | 59 (15)          | 52 (11)          | 41 (5)           | 32 (0)           | 23 (−5)          | 39 (3.9)         |
| 降水量 inch （mm）     | 4.28 (108.7)     | 4.12 (104.6)     | 5.45 (138.4)     | 4.70 (119.4)     | 3.92 (99.6)      | 4.58 (116.3)     | 3.82 (97)        | 4.33 (110)       | 4.09 (103.9)     | 4.77 (121.2)     | 4.96 (126)       | 4.84 (122.9)     | 53.86 (1,368)    |
| 出典：Weatherbase      |                  |                  |                  |                  |                  |                  |                  |                  |                  |                  |                  |                  |                  |

## 人口動態

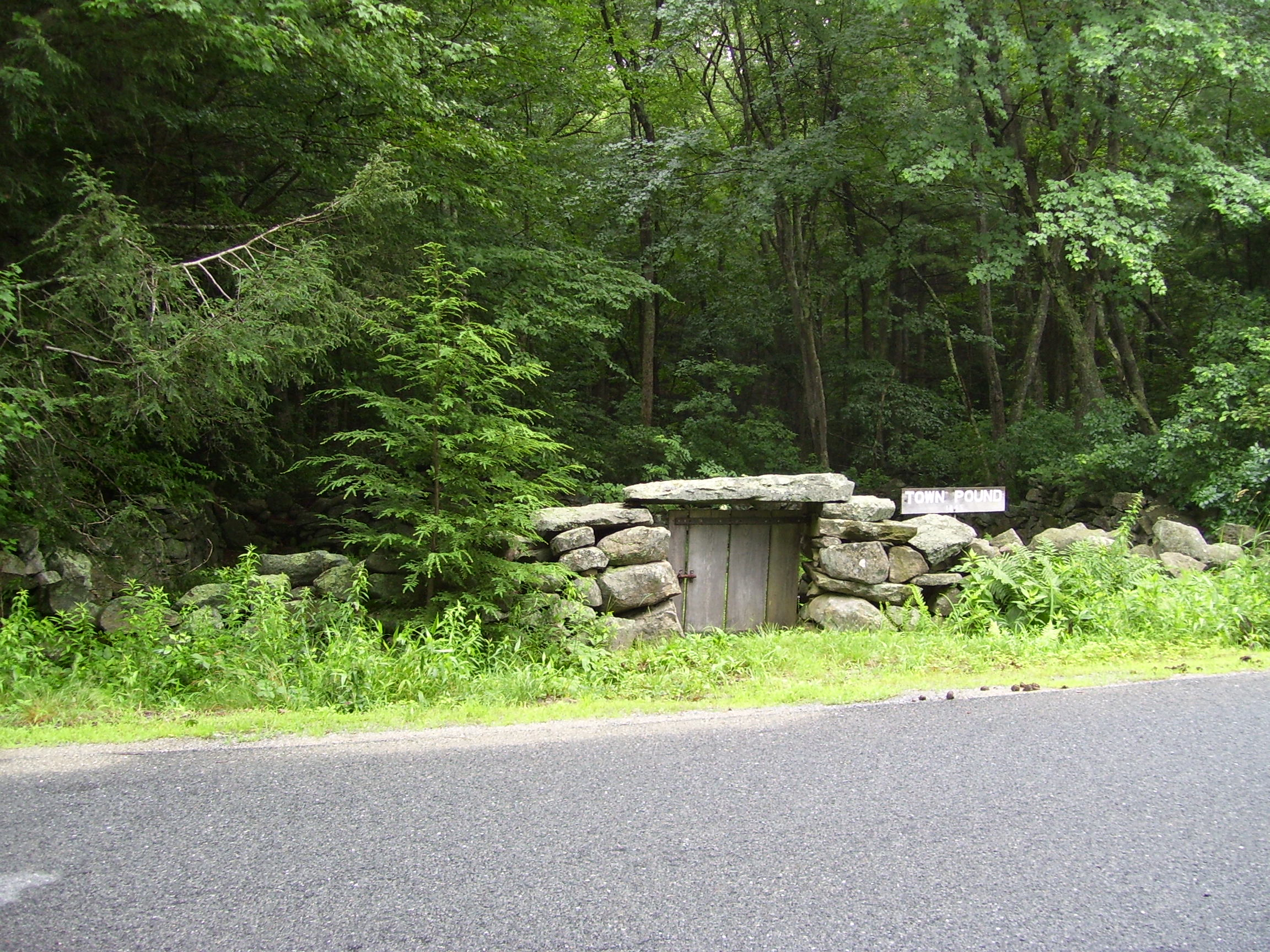
フォスター・センター歴史地区のタウン・ポンド

以下は2000年国勢調査による人口統計データである。
| 基礎データ - 人口: 4,274 人 - 世帯数: 1,535 世帯 - 家族数: 1,198 家族 - 人口密度: 32.3人/km2（83.6 人/mi2） - 住居数: 1,578 軒 - 住居密度: 11.9軒/km2（30.9 軒/mi2） 人種別人口構成 - 白人: 97.26% - アフリカン・アメリカン: 0.21% - ネイティブ・アメリカン: 0.23% - アジア人: 0.58% - 太平洋諸島系: 0.09% - その他の人種: 0.26% - 混血: 1.36% - ヒスパニック・ラテン系: 0.80% 年齢別人口構成 - 18歳未満: 25.9% - 18-24歳: 5.6% - 25-44歳: 29.1% - 45-64歳: 28.9% - 65歳以上: 10.5% - 年齢の中央値: 40歳 - 性比（女性100人あたり男性の人口） - 総人口: 99.6 - 18歳以上: 97.6 | 世帯と家族（対世帯数） - 18歳未満の子供がいる: 36.0% - 結婚・同居している夫婦: 68.5% - 未婚・離婚・死別女性が世帯主: 6.8% - 非家族世帯: 21.9% - 単身世帯: 17.1% - 65歳以上の老人1人暮らし: 6.3% - 平均構成人数 - 世帯: 2.77人 - 家族: 3.14人 収入と家計（2000年データ） - 収入の中央値 - 世帯: 59,673米ドル - 家族: 63,657米ドル - 性別 - 男性: 39,808米ドル - 女性: 30,632米ドル - 人口1人あたり収入: 22,148米ドル - 貧困線以下 - 対人口: 3.4% - 対家族数: 1.5% - 18歳未満: 2.9% - 65歳以上: 7.8% |

## 芸術と文化

### 教育
フォスターにあるキャプテン・アイザック・ペイン小学校は、ニューイングランド共通評価試験のリーディングの評価で、生徒の82%が優秀評価となり、州内最高レベルにある。

### 観光
フォスターにはフォスター町役場がある。1796年に建設され、現在も利用されている。この種の集会所として国内最古のものである。スワンプ・メドウ屋根付橋は、ロードアイランド州に2つしかない屋根付橋の1つである（もう1つはノースシチューイットのポナガンセット高校クロスカントリー・コースにある）。1994年にフォスター住人のジェド・ディクソンが、19世紀初期のものの再生として建設した。公道にある屋根付橋としては州内唯一のものである。州内の最高地点ジェリモスヒルがフォスターの町内にある。

## 公園とレクリエーション
フォスターはノース・サウス・トレイルの中で最も景観の良い部分がある。このトレイル沿いに、トマス・オー荷馬車店の名残がある。これは後の1919年に屋根板工場に転換されたものである。

## 著名な出身者
- ネルソン・オルドリッチ、ロードアイランド州選出アメリカ合衆国上院議員、アビー・ロックフェラー（ジョン・ロックフェラー2世の妻）の父、フォスターで生まれた[14]
- ハワード・フィリップス・ラヴクラフト、著作家、フォスターのジョンソン道路沿いに住んだ

## 歴史的な場所
- フォスター・センター歴史地区
- ブリージーヒル遺跡
- クレイビル歴史地区
- ジョージ・ドーランス船長邸、1720年建設
- ムーサップバレー歴史地区
- マウントバーノン酒場、1761年建設
- マウントハイジーア、1808年建設